# ステファン・ヴェルコフ
ステファン・イヴォフ・ヴェルコフ（Stefan Ivov Velkov、1996年12月12日）は、ブルガリア・ソフィア出身のサッカー選手。ヴェイレBK所属。ポジションはDF。

## クラブ経歴
PFCスラヴィア・ソフィアの下部組織出身。2013年、16歳にしてトップチームに昇格すると、デビューシーズンながらリーグ戦21試合に出場した。ヴェルコフは5シーズンの在籍で公式戦96試合3得点を記録した。
2018年8月10日、エールステ・ディヴィジのFCデン・ボスに3年契約で移籍した。1週間後のFCフォレンダム戦でデビューし、この2018-19シーズンはリーグ戦20試合に出場、まずまずの評価を得た。翌シーズンからはレギュラーとして活躍し、本人がステップアップを希望したこともあり、冬の移籍市場でエールディヴィジのRKCヴァールヴァイクに2019-20シーズン終了時までレンタル移籍した。

## タイトル
スラヴィア・ソフィア
- ブルガリア・カップ : 1回 (2017-18)